# Курсийон, Луи де
Луи́ де Курсийо́н (фр. Louis de Courcillon), ещё известный как абба́т Данжо́ (январь 1643, Париж — 1 января 1723, Париж) — французский церковный деятель и грамматист, первым описавший носовые гласные французского языка. Член Французской академии.

## Биография
Луи принадлежал к знатному французскому роду Курсийонов, он родился в семье протестантов, но был обращён в католичество проповедником и богословом Боссюэ в 1667 году в 24-летнем возрасте, по примеру своего брата Филиппа де Курсийон де Данжо. После этого Луи становится аббатом в Клермоне, тайным камергером папы Климента X и затем папы Иннокентия XII. В период с 1671 по 1685 год Луи обладал должностью чтеца короля Людовика XIV. В 1682 году Луи де Курсийон был избран членом Французской академии.
Герцог Сен-Симон неоднократно упоминает Луи в своих Мемуарах. Д’Аламбер говорил о нём, что его «главным занятием на протяжении долгого времени стало аккуратное описание звуков французского языка» (Éloges, 1779). Его изложение концепции носовых гласных впоследствии было продолжено и расширено Николя Бозе в его труде Grammaire générale, выпущенном в 1767 году.
Его взгляды на звуковой строй французского языка впервые опубликованы в 1694 году. Луи де Курсийон не прошёл мимо проблемы реформы письменности; он рекомендовал некоторые изменения, которые значительно упрощали написание и облегчали обучение чтению и письму, без введения новых знаков и существенных преобразований графической формы слова. Он первым указал на наличие во французском языке носовых гласных. В целом, работы Луи, при не всегда достаточно полных и точных описаниях артикуляций, демонстрируют новый подход к описанию звуковой стороны языка и её отношения к письму. Неслучайно работы аббата Данжо неоднократно переиздавались, его идеи нашли отражение во французских грамматиках XVIII века.

## Свидетельства современников
- Сен-Симон: «У Данжо был младший брат — аббат, академик, грамматист, педант, замечательный светский лев, но весьма смешливый. Курсийон смеялся как сумасшедший, увидев сильно опечаленного отца у изголовья своей кровати, и попросил его уйти, доведённый до слёз его забавным притворством»[2].

- Ещё у Сен-Симона: «Я хочу здесь же рассказать об аббате Данжо, не дожидаясь его смерти, которая случилась 01 января 1723 года. Он был от рождения гугенотом и упорствовал в этой вере дольше своего старшего брата Филиппа; я даже не уверен, что он окончательно отошёл от протестантизма. Он был более умён, чем его старший брат и, хотя он избрал беллетристику делом всей своей жизни, нельзя сказать, что у него было меньше пошлости и меньше ничтожества, чем у старшего брата; ему удалось достаточно рано войти в число академиков. Пустяки орфографии и элементарные вещи занимали его внимание в течение всей жизни. Он обладал несколькими бенефициями, имел авторитет среди литераторов, уважался в приличном обществе. Он был честным человеком, мягким и приятным в обхождении, и был тесно связан со своим братом. В юные годы он был направлен в Польшу, где он нашел способ получить титул тайного камергера папы римского Клемента X, и в дальнейшем папа Иннокентий XII подтвердил этот титул; также, чтобы сохранить доходы, он купил одну из двух должностей чтеца короля, и время от времени появлялся при дворе; он бывал при дворе редко, гораздо реже своего брата»[3].